# Kownatki (przystanek kolejowy)
Kownatki – dawny kolejowy przystanek osobowy w km 11,778 linii nr 30, we wsi Kownatki, na terenie powiatu łukowskiego, w województwie lubelskim. Zamknięty dla ruchu pasażerskiego 3 kwietnia 2000 roku.
W jego obrębie w XX wieku znajdowała się mijanka. Współcześnie ze względu na trudno dostępne dla pasażerów położenie na terenie lasu nie został odbudowany. Jego funkcję pełni oddany do ruchu w 2024 roku przystanek w Aleksandrowie.